# Fasta fastuosa
Fasta fastuosa, conocida como dead-nettle leaf beetle, es una especie de escarabajo de la familia Chrysomelidae que se encuentra en Europa al Asia central, el Cáucaso y tal vez hasta el norte de Turquía.

## Descripción
La especie tiene una longitud que oscila entre 5,1 y 6,9 milímetros (0,3 plg). C. fastuosa tiene un brillo dorado que cambia a una franja longitudinal verde o azul violeta cerca de la banda del hombro de los élitros, así como cerca de la sutura. Ocasionalmente, los ejemplares de C. fastuosa pueden ser de color completamente verde o negro.